# Сироче (филм из 1978)
„Сироче” је југословенски ТВ филм из 1978. године. Режирао га је Здравко Шотра а сценарио је написао Слободан Стојановић.

## Улоге
| Глумац                | Улога     |
| --------------------- | --------- |
| Дејан Мироња          | Глигорије |
| Данило Бата Стојковић |           |
| Горан Радаковић       |           |
| Војислав Петровић     |           |
| Душан Почек           |           |
| Татјана Лукјанова     |           |
| Олга Станисављевић    |           |
| Весна Пећанац         |           |
| Власта Велисављевић   |           |
| Љубомир Ћипранић      |           |
| Живојин Ненадовић     |           |
| Ненад Ненадовић       |           |
| Драган Петровић Пеле  |           |
| Раде Марковић         |           |